# Joel Engel
Pour les articles homonymes, voir Engel.
Joel (ou Yoel) Engel (en russe : Юлий Дмитриевич (Йоэль) Энгель ; Youli Dmitrievitch (Yoel) Engel ; en hébreu : יואל אנגל, Berdiansk, 16 avril 1868 – Tel Aviv, 11 février 1927) est un critique musical, compositeur, folkloriste, musicologue et l'une des figures de proue du mouvement d'art musical juif. Né en Russie, il s'installe plus tard à Berlin, puis en Palestine. Engel est appelé « le véritable père fondateur de la renaissance moderne de la musique juive ».
En tant que compositeur, enseignant et organisateur, Engel inspire toute une génération de musiciens classiques juifs à redécouvrir leurs racines ethniques et créer un nouveau style de musique nationaliste juive, sur le modèle du mouvement musical national en Russie, en Slovaquie, en Hongrie et ailleurs en Europe. Ce style développé par des compositeurs Alexandre Kreïn, Lazare Saminsky (uk), Mikhaïl Gnesine, Šlomoh Rozovsqi (en) et d'autres – a été une influence importante sur la musique de nombreux compositeurs du XXe siècle, ainsi que sur la musique folklorique israélienne. Son œuvre de la préservation de la tradition musicale du shtetl – village juif d'Europe de l'Est, au XIXe siècle – a rendu aujourd'hui possible la renaissance de la musique klezmer.

## Biographie

### Formation
Engel naît sous le nom de Youli Dmitriévitch Engel, à Berdiansk, aujourd'hui en Ukraine. Contrairement à la plupart des familles juives de l'époque, il grandit à l'extérieur de la zone de résidence, zone juridique désignée par le Tsar pour la résidence des juifs. Ses parents sont des juifs laïcs et son père lui enseigne le piano sans avoir l'intention qu'il devienne musicien. Engel étudie le droit à l'université impériale de Kharkov (licence en 1890), parallèlement la musique à l'Académie, et plus tard, à la demande pressante de Tchaïkovski, qui a entendu ses compositions en mars 1893, il entre au Conservatoire de Moscou, où il étudie (composition et théorie musicale) avec Taneïev et Ippolitov-Ivanov.
Après l'obtention de son diplôme au conservatoire (1897), Engel travaille vingt ans comme critique musical de l'influent journal russe, Les Nouvelles russes (Russkie Vedomotsi), jusqu'en 1918, traduisant également en russe de nombreux articles musicologiques allemands, notamment le lexique de Riemann. Il devient une figure influente dans la vie musicale russe, soutenant les compositeurs qui écrivent dans le style populaire national russe.

### Intérêt pour la musique juive
Selon Jacob Weinberg (1879–1956), pianiste, compositeur et proche collaborateur d'Engel, ce dernier n'avait aucun intérêt pour la musique juive, jusqu'à la rencontre avec Vladimir Stassov,  en 1899. Stassov, est critique d'art et un chef de file du nationalisme russe dans l'art et la musique. Selon Weinberg, Stassov a interpellé Engel en disant : « où est votre fierté nationale de votre propre peuple ? ». Engel prend conscience soudainement de l'enjeu et développe un intérêt profond pour les racines musicales juives.
Pendant l'été 1900, Engel retourne chez lui à Berdiansk et collecte des mélodies du folklore yiddish. L'année suivante, il organise des conférences-concerts à Moscou et Saint-Pétersbourg, qui comprennent des spectacles de chants qu'il a recueillis et arrangés et l'année suivante adhère à la société ethnologique et anthropologique de Moscou.
Engel dédie les années suivantes à la collecte et aux arrangements de la musique folklorique juive, la présentation de concerts et encourage d'autres compositeurs juifs à redécouvrir leurs racines nationales et créer un  style musical national juif.

### Société de Saint-Pétersbourg etLe Dibbouk

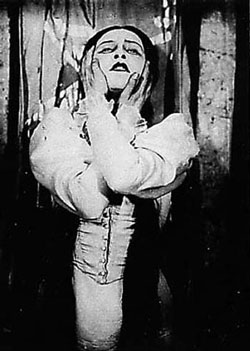
Hanna Rovina dans Le Dibbouk.

En 1908, Rosovsky, Saminsky et d'autres associés d'Engel fondent l'Association pour la musique folklorique juive. Engel joue un rôle dans l'organisation de leur premier concert, où beaucoup de ses chants sont exécutés. L'association publie les œuvres d'Engel et d'autres compositeurs nationalistes juifs et organise des concerts dans toute la Russie. Plusieurs vedettes de la vie musicale de l'époque participent à ces concerts, notamment le violoniste Jascha Heifetz (en tant qu'enfant prodige) et Joseph Achron, le pianiste Leopold Godowsky et le violoncelliste Gregor Piatigorsky.
Dans un article de 1914, Saminsky relate le premier concert de la musique d'Engel à Saint-Pétersbourg, le tout sous les auspices de l'association, le 12 avril 1909 : « Les jeunes compositeurs juifs de Saint-Pétersbourg ont entendu pour la première fois les artistiques dispositions des chants populaires juifs d'Engel […] et ont été grandement surpris que cette valeur culturelle et nationale puisse résulter d'une telle entreprise. Ce concert a stimulé les jeunes compositeurs de Pétersbourg dans la période suivante à créer et interpréter toute une série de chants juifs. »

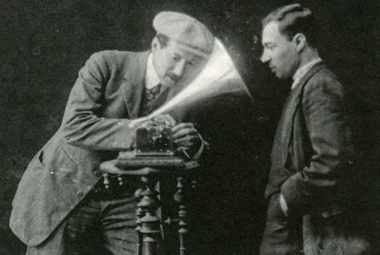
Engel avec un phonographe utilisé pour l'enregistrement des chansons folkloriques juives

En 1912, Engel rejoint l'écrivain et ethnographe Shalom Anski dans une expédition à travers la zone de résidence pour recueillir les chants populaires de la communauté juive. Les chercheurs enregistrent les chansons sur des cylindres de cire, à l'aide du phonographe de Thomas Edison, récemment inventé. C'est l'une des premières utilisations du phonographe en recherche ethnomusicologie, une technique mise au point en Hongrie par Béla Bartók, quatre ans plus tôt.
Engel écrit la musique de scène pour la pièce d'Ansky Le Dibbouk ou Entre deux mondes. La pièce, qui raconte l'histoire d'une jeune mariée possédée par un esprit, est produite par le théâtre Habima (de Moscou) et devient un succès international. Le théâtre fait des tournées en Europe de l'est avec la pièce et la partition d'Engel acquiert sa renommée. Plus tard, il retravaille la partition en suite pour orchestre à cordes et clarinette. C'était pour Engel, sa première œuvre pour la scène et sa seule œuvre d'envergure ; ses autres compositions sont des chants et de courtes pièces instrumentales, notamment 50 chansons folkloriques juives publiées en 1916.
La poursuite de la coopération entre Engel et le théâtre Habima ne s'est jamais matérialisée, comme la compagnie de théâtre connaît des troubles politiques en raison du nouveau régime russe post-révolutionnaire et est contraint finalement d'émigrer ; d'abord à l'Amérique et plus tard en Palestine, où elle est finalement devenu la compagnie de théâtre national à Tel Aviv. Engel vit par son travail de professeur de musique dans une école juive pour enfants abandonnés ou orphelins, à l'extérieur de Moscou, où il développe sa propre approche pédagogique. Plutôt que de se concentrer sur la théorie de la musique, il met en place un « programme d'écoute ». « Il n'est pas nécessaire – et c'est barbant pour tout le monde – ... d'enseigner qu'une seconde est dissonant et une tierce est à l'unisson... Au contraire, nous devons plutôt... laisser [les enfants] écouter de la bonne musique... pour apprendre à aimer, profiter et la vivre », écrit-il. cette approche est le début d'une révolution dans la pédagogie de la musique.

### Berlin et la Palestine

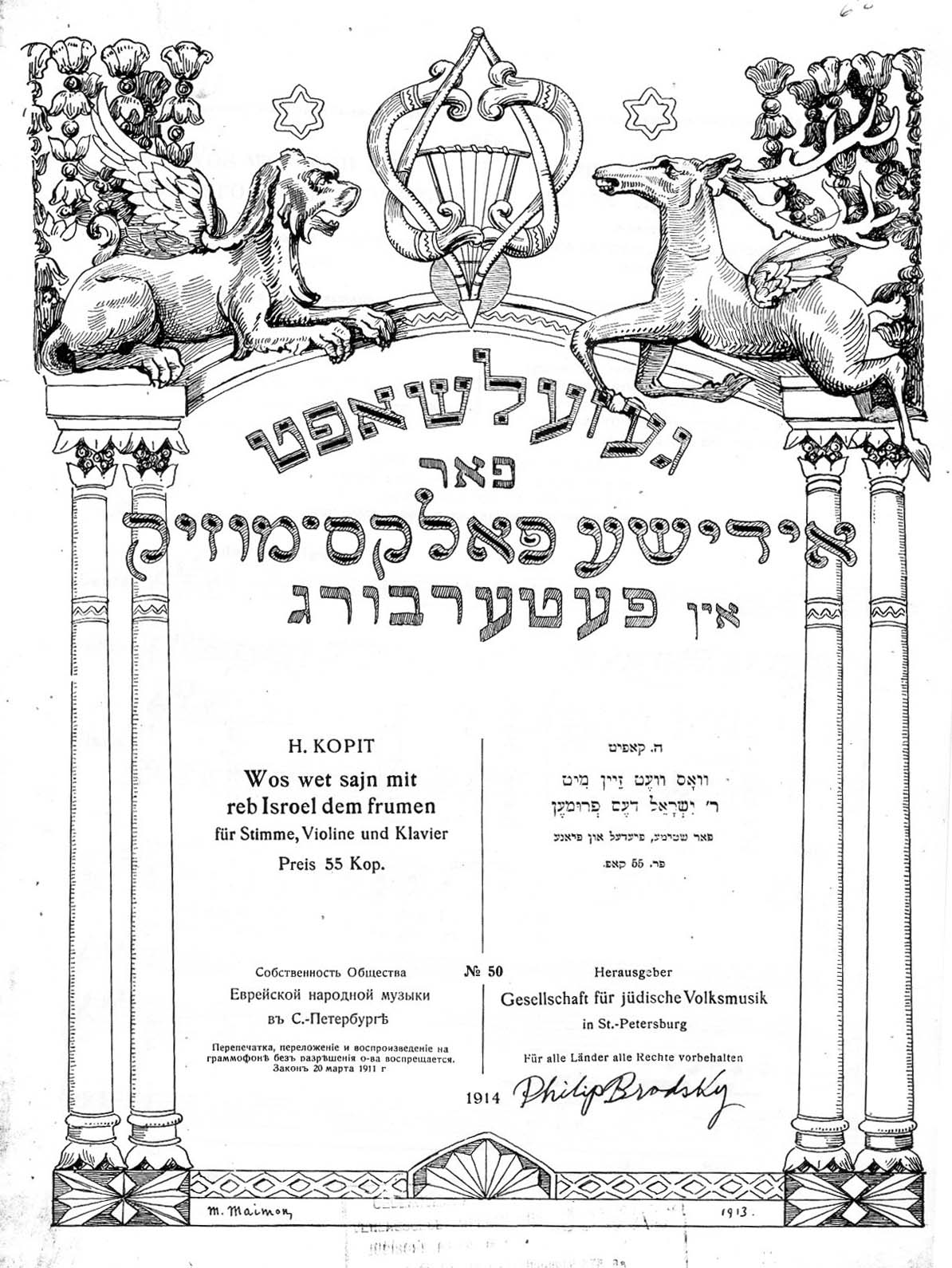
Page de titre d'une publication de Juwal. La page de couverture montre le logo qui apparaît sur la Société de publications : une étoile de David en joignant une harpe, flanqué d'un lion ailé et un chevreuil, se rappelant le Talmud : « Fort comme un lion, rapide comme un cerf » (Aboth, I, 23).

En 1922, l'Association envoie Engel en mission en Allemagne, afin de promouvoir le mouvement de la nouvelle musique juive. Engel organise une série de concerts à Berlin et Leipzig, notamment des spectacles de chants et de pièces instrumentales d'Engel, Kreïn, Gnessine, Rosowsky et d'autres. Parmi les artistes de ces concerts figurait Gregor Piatigorsky.
L'année suivante, Engel ouvre une maison d'édition musicale à Berlin, la « Juwal Verlag », devenant le principal éditeur des compositeurs de l'association, l'imprimerie des éditions de chants et œuvres de musique de chambre du nouveau style juif. Pourtant, malgré son intense activité en Allemagne, en tant que compositeur, éditeur et organisateur de spectacles, Engel n'est pas satisfait et décide de s'installer en Palestine.
Maintenant compositeur réputé dans le monde juif, l'arrivée d'Engel est attendue avec impatience par la communauté juive de Tel-Aviv et Jaffa. On lui offre un poste d’enseignement de la théorie au Conservatoire Shulamit et il est question de la création d'un conservatoire sous sa direction. Engel déménage en Palestine en 1924.
Dès son arrivée, Engel se consacre à l'enseignement et à la composition, principalement des chansons folkloriques pour enfants. Inquiet de ce que des chansons pour enfants à l'époque étaient soit des airs européens avec de nouveaux mots en yiddish ou des chansons du shtetl en hébreu ou en yiddish, Engel essaye de créer un nouveau style indigène. « Comment pouvons-nous chanter le chant de la Diaspora en terre promise ? », écrit-il dans une lettre Plusieurs de ses nouvelles chansons sont basées sur des mélodies ou motifs yéménites.
Au cours de sa vie en Palestine, Engel est également associé, dès 1925, avec le groupe de théâtre Ohel (en hébreu : אוהל), l'un des premiers théâtres palestiniens. Il écrit la musique de scène pour la pièce originale « Neshef Peretz », qui fait des tournées dans les implantations juives de Palestine. Il organise et dirige le chœur Ohel et écrit beaucoup de nouvelles chansons pour chœur et en solo, publiées en trois volumes. Ses chansons ont été très populaires et sont chantées dans toute la Palestine.
En dépit de l'accueil chaleureux qu'il reçoit, Engel a du mal à s'adapter à la vie en Palestine. « J'ai été choyé à Moscou et à Berlin », écrit-il dans une lettre en 1924. « ... Ici, personne ne sait ce qu'Engel le compositeur écrivit alors et ce qu'il écrit maintenant ». Son état de santé se dégrade progressivement et le 11 février 1927, il meurt à Tel Aviv.

## Musique
Engel est l'un des premiers, peut-être le premier musicien à reconnaître que la musique traditionnelle juive n'était pas fondée sur le système tonal majeur-mineur qui domine la musique classique et la musique populaire de l'époque. « La plupart des chants juifs sont construits sur les modes anciens (éoliens, dorian, mixolydien et ainsi de suite) » écrit-il en 1900 « de temps en temps, l'un d'eux rencontres le majeur ou le mineur ; mais le plus souvent ce sont des modes qui ne sont pas écrits dans nos livres et ils pourraient être appelés « orientaux ». Cette conception harmonique est apparente dans les compositions d'Engel. Par exemple, dans la Suite Dibbouk, opus 35, Engel utilise une quinte augmentée comme la tonique de l'accord, plutôt qu'un accord majeur ou mineur.
En dehors de la Suite Dibbouk, pour orchestre à cordes et clarinette, Engel n'a pas écrit de musique pour orchestre, ni d'œuvres de grande envergure tels que symphonies, opéras, concertos. L'ensemble de son œuvre est destinée au piano seul, à la musique de chambre, ou des chants. Il a fréquemment utilisé des combinaisons novatrices dans sa musique de chambre. Par exemple, l’Adagio Mysterioso, opus 22, est composée pour violon, violoncelle, harpe et orgue. Il a, comme d'autres artistes du mouvement musical de l'art juif, favorisé des chansons avec cordes obligato. La chanson « Ahava Rahya », par exemple, est conçu pour chant, violon, flûte, alto et orgue.
Beaucoup de chants d'Engel sont basés sur des chansons traditionnelles du folklore juif. Par exemple, sa berceuse Numi Numi Yaldaty (« dors, dors mon enfant »), est une variante de la berceuse traditionnelle yiddish. Cependant, Engel s'appuie souvent sur des sources autres que les musiques juives traditionnelles. Ainsi, Ahava Rahya, cité ci-dessus, est basée sur une mélodie arabe et la plupart des chansons qu'il compose en Palestine sont basées sur des mélodies yéménites.
La musique populaire d'Engel, qui durant sa vie a dominé la scène musicale populaire, en Palestine, a été largement oubliée. Cependant, certaines de ses chansons sont encore chantées aujourd'hui. Ces dernières comprennent « Numi Numi », l'une des berceuses israéliennes des plus populaires ; « Omrim Yeshna Eretz », des chansons enfantines, « Geshem geshem mishamayim » et d'autres.

## Écrits
(en russe)
- Dictionnaire musical de poche (1913)
- Essai sur l'histoire de la musique (1911)
- Dans l'opéra (1911)

## Prix Engel
Un prix Joel Engel a été mis en place par la ville de Tel Aviv, et tous les trois ans, récompense des compositeurs, notamment Menachem Avidom (he) (1947 et 1956), Ben-Zion Orgad (1961) et Jacob Gilboa (he) (1973).